# Dobunni

Lage des Territoriums der Dobunni

Die Dobunni waren ein britannischer Stamm im heutigen England. Sie besiedelten das Gebiet im Norden von Somerset, Avon und Gloucestershire. Ihre Siedlungen waren als Hillforts angelegt. Ihr Hauptort war das römische Corinium Dobunnorum (heute: Cirencester), die zweitgrößte Stadt im römischen Britannien und später wahrscheinlich die Hauptstadt der Provinz Britannia prima. Der Geograph Claudius Ptolemäus erwähnt Corinium (von ihm Corinion genannt) ausdrücklich als Hauptort der Dobunni.

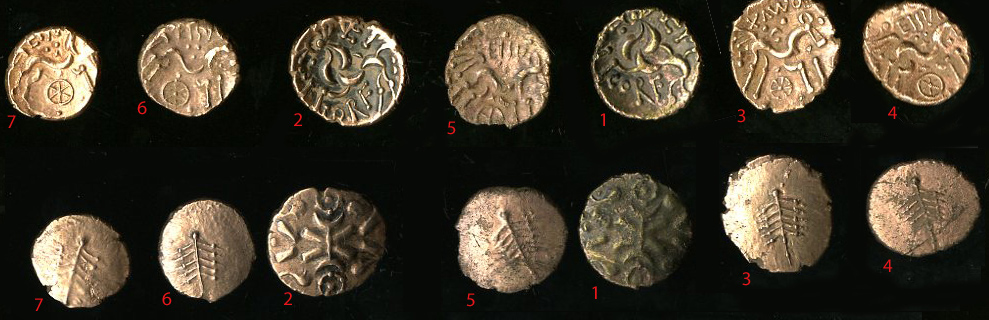
Münzhort der Dobunni gefunden 2015 FindID: 709566

Die Dobunni prägten schon vor Ankunft der Römer Münzen. Diese Münzen deuten an, dass ihr Herrschaftsgebiet zeitweise aus einem nördlichen und südlichen Teil bestanden haben könnte, da verschiedene Münzen nahezu gleiche Entstehungszeit haben. Von den Münzen sind die Namen einiger Herrscher bekannt.
Die Dobunni unterwarfen sich den Römern anscheinend kampflos, wie der römische Geschichtsschreiber Cassius Dio in seiner Beschreibung des Feldzugs des Kaisers Claudius zur Eroberung Britanniens im Jahr 43 n. Chr. berichtet. Cassius Dio spricht in diesem Zusammenhang zwar von den Bodunni, die Historiker sind sich jedoch darüber einig, dass damit die Dobunni gemeint sind. Sie bildeten dann in der Provinz Britannia eine Civitas.
Die bisher bekannten Könige sind (einige Namen sind auf Inschriften und Münzen nur in abgekürzter Form überliefert, was hier durch die eckigen Klammern angedeutet ist):
- Anted[...]
- Bodvoc
- Catti[...]
- Comux[...]
- Corio
- Eisu[...]
- Inam[...]

In römischer Zeit war Corinium Dobunnorum weiterhin Hauptort der Civitas. Andere wichtige Orte waren Magnis, Ariconium, Salinae und Durocornovium. Die römische Kolonie Glevum lag praktisch auf dem Gebiet der Civitas, war aber verwaltungstechnisch getrennt.